# Welkershausen

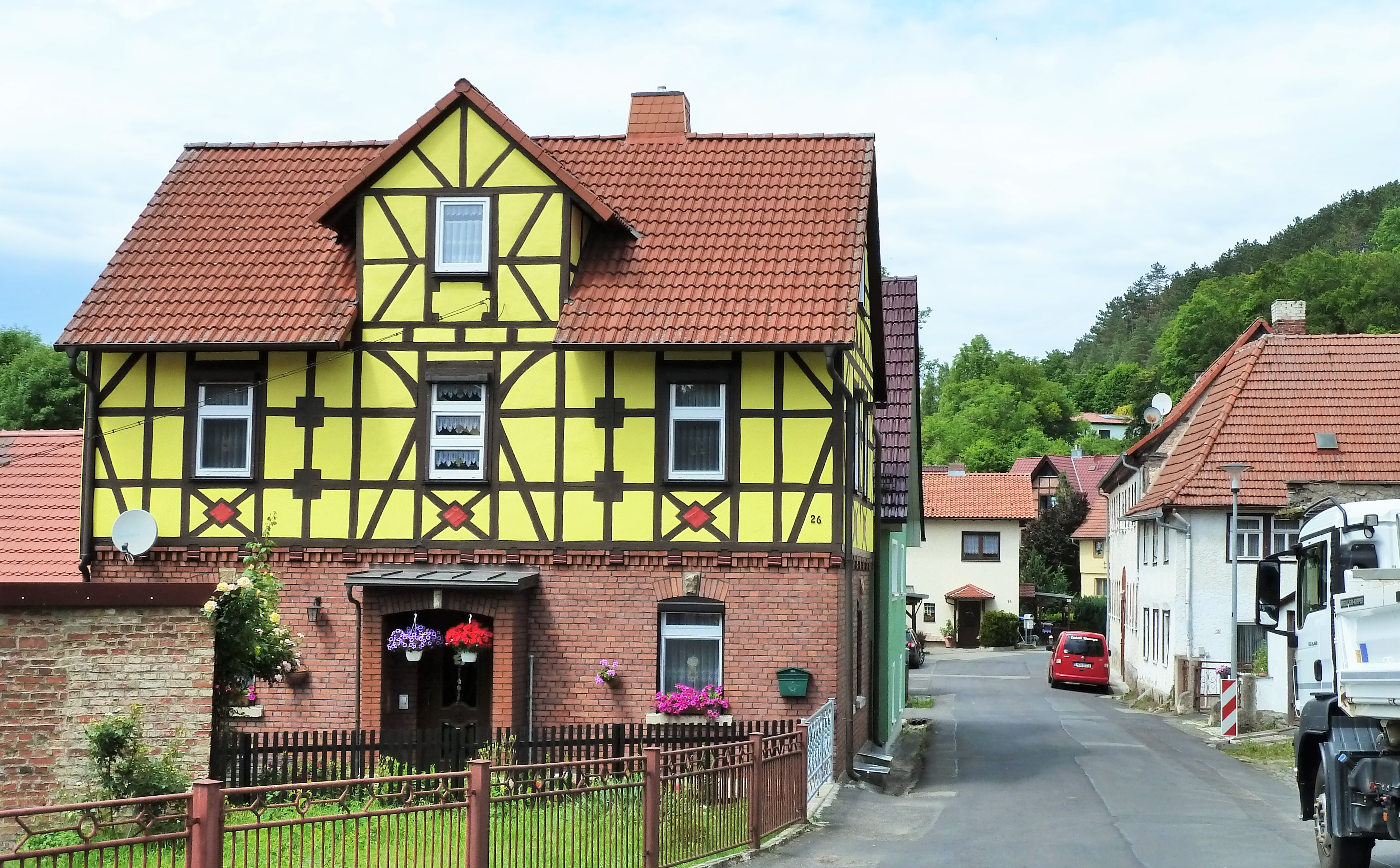
Blick in den Ort

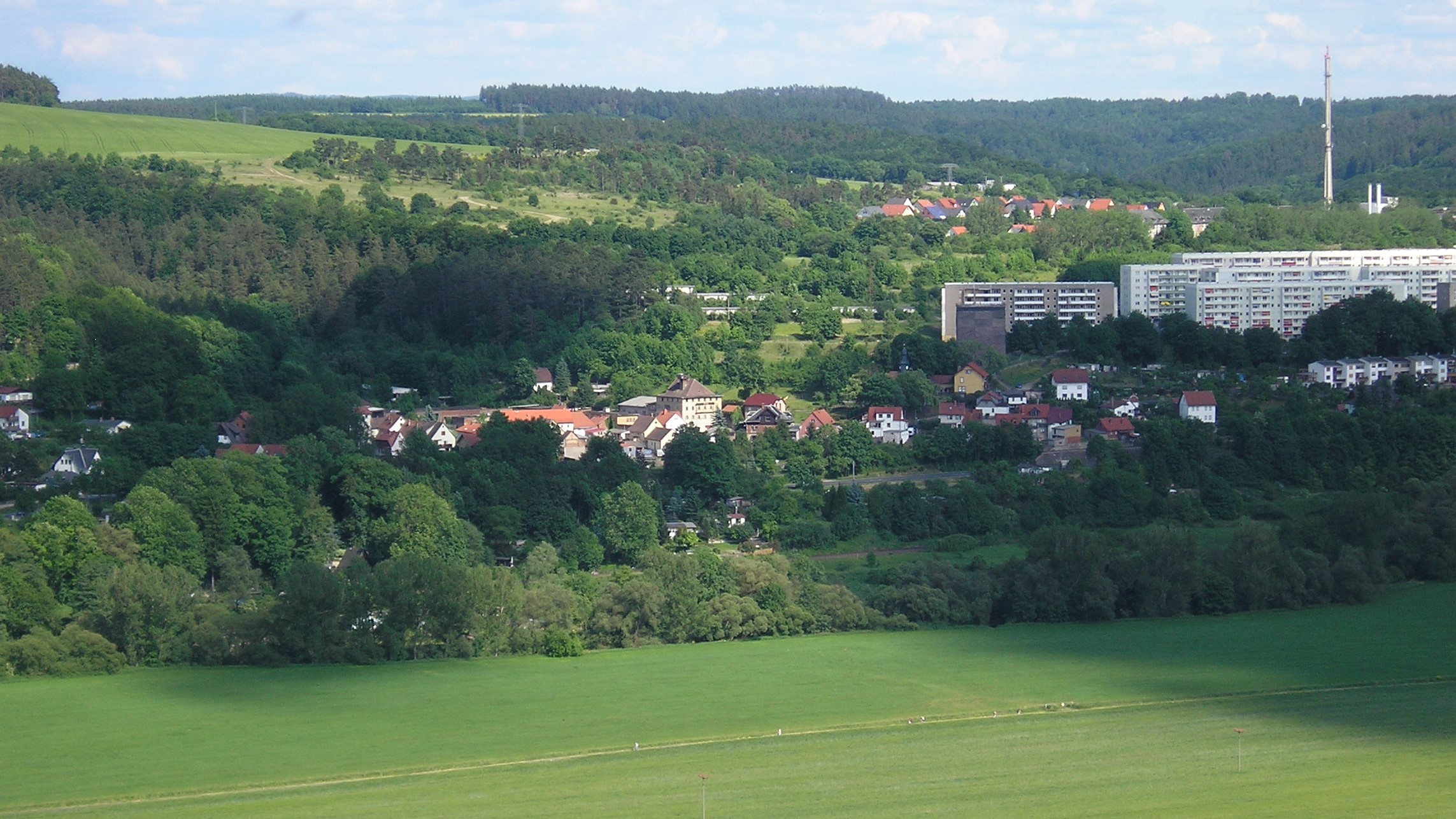
Blick auf Welkershausen, rechts der Stadtteil Jerusalem

Welkershausen ist ein Stadtteil der Kreisstadt Meiningen in Südthüringen.

## Lage
Welkershausen liegt nördlich der Kernstadt am Osthang des Werratals direkt an der Bundesstraße 19 Meiningen–Eisenach. Nördlich grenzt Welkershausen an den Meininger Ortsteil Walldorf, südlich an den Stadtteil Jerusalem. Auf der gegenüberliegenden Seite des Tals befindet sich das Schloss Landsberg.

## Geschichte
Am 6. Juni 837 wurde Welkershausen erstmals urkundlich als Uuentilgereshusun (bei den Häusern des Wentiilger) in einer Schenkungsurkunde an das Bistum Fulda erwähnt und ist damit der zweitälteste Meininger Stadtteil. Das Dorf gehörte zu den Ausbausiedlungen, die im Mittelalter rund den Markenort Meiningen entstanden. In dieser Zeit wurde auch eine Burg errichtet, die später in hennebergischen Besitz gelangte. Da Burgherr Gottfried von Exdorf von hier immer wieder Angriffe auf würzburgische Besitzungen und die Handelsstraßen zwischen Meiningen und Walldorf unternahm, ließ Bischof Otto II. von Würzburg die Burg 1340 belagern und nach der Einnahme dem Erdboden gleichmachen.
1410 gelangte Welkershausen in den Besitz der Familie Wolf von Landeswehr und der Ort erhielt 1429 eine Dorfordnung. Im Dreißigjährigen Krieg zerstörten im Jahr 1634 Kroaten die Kirche. Von 1724 bis 1728 erbaute man die neue bis heute bestehende Kirche. Sie wurde am 25. November 1728 geweiht und gehörte zur Pfarrei Meiningen. Sie ist mit ihren reichen Holzverzierungen dem Bauernbarock zuzuordnen. 1735 erhielt Welkershausen eine Schule, die 1864 neuerbaut bis 1973 existierte. 1886 gründete sich die Freiwillige Feuerwehr.
Anfang des 19. Jahrhunderts ließ der meiningische Staatsminister Könitz südlich der Gemeinde eine Parkanlage mit Villa errichten, die er Jerusalem nannte, den Namensgeber für den späteren Meininger Stadtteil. Die Villa wurde 1913 durch ein kleines Schloss ersetzt, das ab 1936 als Offizierskasino diente und in den letzten Kriegstagen 1945 zerstört wurde. Ab 1905 existierte in Welkershausen an Stelle einer Malzfabrik eine bekannte Lackfabrik (bis 1938 Gebr. Vollmann, ab 1955 VEB), die bis 1990 bestand. Eine erste Eingemeindung nach Meiningen fand 1923 statt, wurde aber 1925 rückgängig gemacht. Die erneute Eingemeindung am 1. April 1936 verfügte schließlich der Reichsstatthalter von Thüringen. 1935 wurde die Reichsstraße 19 (heute B 19) erbaut, die am westlichen Ortsrand vorbeiführt und mit zwei Anbindungen das Dorf erschließt.
1946 gelangte das Gut Welkershausen in den Besitz der Stadt Meiningen, das die Bauern ab 1949 als ein Volkseigenes Gut (VEG – Vereinigung volkseigener Güter) führten. Das VEG betrieb in einigen umliegenden Gemeinden Schweinemastanlagen, Rinderzuchtbetriebe und Milchviehanlagen. Ende der 1970er Jahre wurde das VEG wegen der Errichtung eines Plattenbau-Wohngebietes mit Seniorenheim und Schule (heute zum Stadtteil Jerusalem gehörend) abgerissen. 1989 entstand das neue Wohngebiet „Landsbergblick“. Anfang Juni 2012 beging Welkershausen seine 1175-Jahr-Feier.
Am 31. Dezember 2018 lebten in Welkershausen 189 Einwohner.

## Verkehr
Welkershausen liegt an der Bundesstraße 19 und ist an diese mit zwei Straßen angebunden. Durch den Stadtteil führt die Regionalbuslinie 412 der Meininger Busbetriebe.